# Caribbean Blue
Caribbean Blue (Azul caribenho, em português) é uma canção da cantora irlandesa Enya. Apareceu primeiramente no seu terceiro álbum de estúdio Shepherd Moons, e foi lançado como single em  1991 pela Warner Music.

## Performance nas paradas
"Caribbean Blue" foi um dos maiores sucessos de Enya. No Irish Singles Chart, a canção chegou a oitava posição e ficou oito semanas na parada. No Reino Unido conseguiu um pico na décima terceira posição, ficando sete semanas no UK Singles Chart. O single se tornou o segundo de Enya a entrar no Billboard Hot 100, chegando no pico em 79. Também nos EUA, chegou na posição 29 do Hot Adult Contemporary Tracks. Ficou no Top 40 na Suíça e Suécia, e ficou alcançou a quinquagésima posição.
| Paradas (1991)                          | Melhor posição |
| --------------------------------------- | -------------- |
| Irish Singles Chart                     | 8              |
| UK Singles Chart                        | 41             |
| Billboard Hot 100                       | 79             |
| Billboard Hot Adult Contemporary Tracks | 29             |
| German Singles Chart                    | 50             |
| Swiss Singles Chart                     | 32             |
| Swedish Singles Chart                   | 28             |